# COMTECO
La Cooperativa de Telecomunicaciones Cochabamba R.L., más conocida por su sigla COMTECO, es una cooperativa boliviana que ofrece servicios de telecomunicaciones compuesta aproximadamente por 101 mil socios en Cochabamba.

## Historia
En 1942, se constituyó la Sociedad Municipal de Teléfonos Automáticos Cochabamba S.A.
En noviembre de 1944, en un acto, se inaugura para el público la primera central automática de teléfonos en Cochabamba.
En febrero de 1985, se convierte en la Cooperativa Mixta de Teléfonos Automáticos Cochabamba Ltda. (COMTECO), seis meses antes que todas las empresas de igual tipo sean obligadas a hacerlo en el marco del Decreto Supremo 21060 del 29 de agosto de dicho año. La expresión mixta se refiere a la participación de la Prefectura del departamento como socio de la Cooperativa, la cual se mantuvo vigente hasta el año 2000.
Para el año 1997, la empresa contaba con 87.671 líneas telefónicas instaladas, de las cuales 73.462 estaban en servicio, simultáneamente poseía un índice de digitalización del 83.79% (el que sería el 2° más alto del país). En ese mismo año, COMTECO crea Supernet, un portafolio de servicios de internet para personas y empresas. Supernet es descontinuado hacía 2009 y unificado con el servicio COMTECO Banda Ancha.

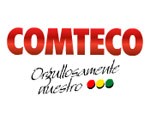
Logo de COMTECO hasta 2008.

En 1998, la empresa se asocia con Western Wireless, para el lanzamiento de Viva. COMTECO mantiene intacta su participación accionaria en Nuevatel PCS de Bolivia, pese a la disolución de Western Wireless en 2005 y la posterior venta de las acciones de esta en Nuevatel, a Trilogy International Partners.
En 2000, crea InteracTV, empresa de televisión por cable, que adquiere Vidivisión. En 2003, COMTECO absorbe InteracTV. En 2015, InteracTV se vuelve en COMTECO TV.
En 2002, COMTECO lanza Boliviatel, un servicio de larga distancia e internet, dentro de un acuerdo con otras cooperativas que no poseían un servicio propio de larga distancia (COTES, COTEOR, COTAP, COSETT y COTEAUTRI).
Hacia 2008, la privatizada ELFEC S.A. (Empresa de Luz y Fuerza Eléctrica de Cochabamba) pasa a manos de COMTECO. En 2012, se nacionalizan las acciones que poseía COMTECO a favor de ENDE. COMTECO denunció no haber recibido ninguna compensación.

## Servicios
- Telefonía fija a base de fibra óptica (operador autorizado para el departamento de Cochabamba junto a Entel, y para la capital junto a Entel y AXS).
- Telefonía móvil (HSPA+) con líneas fijas que incluye paquetes de internet.
- Servicios de internet de banda ancha con las tecnologías ADSL, VDSL y fibra óptica.
- Televisión por suscripción con las tecnologías de fibra óptica y HFC.
- Telefonía de larga distancia a través de Boliviatel.
- Otros servicios para asociados, como servicios de geriatría y servicios para la tercera edad, escuelas virtuales, club de beneficios y seguros automotrices.

## Controversias

### Mala imagen corporativa
COMTECO, dentro de sus trabajadores, y como operador de servicios entre sus consumidores, ha sabido mantener la fama de un proveedor de servicios muy mediocre y de una institución muy corrupta. Esto se debe a las deficiencias frecuentes en sus servicios y a la mala gestión de sus consejeros.
El episodio más reciente de una falla masiva data de la época de protestas de 2019, en toda el área metropolitana de Cochabamba. El 25 de octubre de dicho año, Comteco aclaró que atravesó un "problema de intermitencia", según reportaron sus técnicos. Para las 18:50 horas, el servicio fue restablecido, informó la empresa.

### Caso ELFEC
EMEL fue la primera en adquirir las acciones de ELFEC S.A. después de que se dispuso su privatización, y a su vez, esta fue adquirida or Pennsylvania Power & Light Global. Pero en 2007, esta buscaba deshacerse de ELFEC y por eso ofreció las acciones que poseía en la empresa cochabambina a través de JP Morgan.
Al no lograr resultados, ejecutivos de ELFEC que representaban a PPLG constituyen tres empresas offshore con sede en Panamá y en las Islas Caimán. SOELBO (Sociedad Eléctrica Boliviana), es la única offshore que no es disuelta hasta lograr la venta.

En 2008, SOELBO se constituye en el intermediario directo en territorio boliviano que logra vender ELFEC a COMTECO, al vender la offshore las acciones de su subsidiaria boliviana y propietaria de ELFEC, Luz del Valle Inversiones S.A., a la cooperativa.
Cuatro años después, el Decreto Supremo 1178 del 29 de marzo de 2012 arrebata todas las acciones que Luz del Valle Inversiones S.A. (como subsidiaria de COMTECO) poseía en ELFEC a favor de la Empresa Nacional de Electricidad. La empresa sigue siendo privada, pero ENDE posee más del 97% de las acciones. COMTECO, de acuerdo a sus consejeros y ejecutivos, tendría que haber recibido una compensación por la nacionalización, pero no la recibe.
En 2016, tras la filtración de los Papeles de Panamá, SOELBO y las otras dos offshore figuraban en las listas filtradas por el ICIJ, por lo que se activaron juicios contra ejecutivos e interventores de Luz del Valle, COMTECO y la ELFEC privatizada.
En septiembre de 2020, el gobierno interino de Jeanine Áñez intentó revertir la nacionalización y privatizar ELFEC a favor de COMTECO. Tras una crisis de gabinete y otros escándalos, las intenciones de realizar aquello se vieron reducidas a un Decreto que solicitaba un análisis exhaustivo sobre la situación de ELFEC como empresa privada y como subsidiaria de ENDE. Tras la victoria de Luis Arce, el plan fue cancelado por completo.